# Cinara bonita
Cinara bonita är en insektsart som beskrevs av Hottes 1956. Cinara bonita ingår i släktet Cinara och familjen långrörsbladlöss. Inga underarter finns listade i Catalogue of Life.